# Florine Calinesco
Pour les articles homonymes, voir Calinesco.
 (mai 2025).
Si vous disposez d'ouvrages ou d'articles de référence ou si vous connaissez des sites web de qualité traitant du thème abordé ici, merci de compléter l'article en donnant les références utiles à sa vérifiabilité et en les liant à la section « Notes et références ».
Florine Calinesco (Florine Călinescu) est le nom de scène de Floarea Călin (née le 6 avril 1878 à Racoviţa en Transylvanie et décédée en 1966 à Paris). Elle a été cantatrice à l'Opéra de Paris.

## Biographie
Floarea Călin est née en Transylvanie, à Racoviţa, le 6 avril 1878. Elle commence sa carrière artistique à Bucarest, où elle adopte le nom de Florine Călinescu. Elle travaille dans des troupes artistiques de Bucarest et de Galaţi.
Florine est partie pour Paris, où elle s'est établie et elle y est devenue cantatrice à l'Opéra.
Après sa retraite, elle tient une pension, proche de la Sorbonne, à l'intention des étudiants.
Florine Calinesco a adopté une nièce originaire de sa Racoviţa natale, qu'elle nomma Flora Călinescu (Flora Calinesco). Celle-ci suivra des études en médecine à Paris et en Angleterre et elle deviendra stomatologue. Flora Calinesco a épousé le médecin espagnol Felipe Cayuela et a professé à Alger. Après sa retraite, Flora s'est établie à Toulon.
La cantatrice est morte à Paris, en 1966, âgée de 88 ans.